# Reversal of Fortune
Reversal of Fortune es el título original de una película estadounidense de 1990, también conocida como El misterio von Bülow y Mi secreto me condena. Es una adaptación del libro publicado en 1985, Reversal of Fortune: Sobre el Caso de von Bülow escrito por Alan Dershowitz, quien es representado en la película, a manera de coprotagonista, por Ron Silver. La cinta fue dirigida por Barbet Schroeder y cuenta con los reconocidos actores Jeremy Irons y Glenn Close en los papeles de Claus y Sunny von Bülow, respectivamente. El guion fue adaptado a la gran pantalla por Nicholas Kazan. 
La película recibió tres nominaciones a los Premios Óscar, de las cuales ganó una, la categoría de Mejor Actor Principal para Irons, quien también recibió un premio Globo de Oro por su papel.

## Sinopsis
Basada en el misterio de Sunny von Bülow y su marido, Claus von Bülow, la película narra el proceso judicial emprendido por el profesor de leyes y abogado Alan Dershowitz (Ron Silver), quien es contratado por el millonario ejecutivo de la industria petrolífera y aristócrata de la alta sociedad neoyorquina Claus von Bülow (Jeremy Irons) para liderar el proceso de apelación sobre el caso de Sunny von Bülow (Glenn Close), la multimillonaria heredera de la fortuna del magnate George Crawford, que ha caído en un estado de coma bajo circunstancias sospechosas, siendo Claus von Bülow acusado de haber inducido dicho coma, mediante el uso de insulina, para lograr quitarle la vida a su esposa y así heredar su vasta fortuna.
A partir de entonces, se inicia un proceso de reconstrucción de los hechos, que incluyen las teorías de los numerosos involucrados en el proceso de apelación, como también la versión del propio Claus von Bülow, descubriéndose el entorno lleno de intrigas, traiciones, infidelidades y roces existentes dentro de la familia von Bülow, que se vuelven claves para materializar la defensa legal del controvertido personaje.
Alan Dershowitz reúne una suerte de comuna constituida por diferentes abogados, estudiantes de leyes y expertos, para armar el caso, logrando obtener la capacidad de rebatir las pruebas circunstanciales que fueron usadas en el anterior juicio de von Bülow, en el cual el fallo había resultado en su contra. Al impugnar la veracidad de las pruebas médicas y presentar una nueva teoría de los hechos, Alan logra inducir el concepto de «duda razonable», con la cual el tribunal de apelaciones no tiene más remedio que fallar en favor de la inocencia de Claus von Bülow y pagarle en contrarrembolso la fianza de 1 millón de dólares que previamente von Bülow había tenido que cancelar, además de ratificar, en consecuencia, su capacidad de mantener sus reclamaciones sobre la fortuna de Sunny von Bülow. No obstante, Alan al terminar el caso, le deja claro a Claus que nunca creyó en su inocencia al afirmar:

«Legalmente esto es una victoria, pero moralmente usted está solo».

Con tal afirmación se pasa a la icónica escena final, donde Claus va a una farmacia y es reconocido por la vendedora; entonces él compra un medicamento corriente, pero luego pide una dosis de insulina, con lo cual, a la mujer se le hiela la sangre, solo para luego detectar una sonrisa complaciente en el rostro de von Bülow, y un simple «Estoy bromeando».
Con esto, la pregunta de si Claus von Bülow fue responsable o no de inducir el coma a su esposa, queda en el aire, a merced y criterio del espectador.

## Recepción
La película obtuvo una recaudación de más de US$ 15 millones de dólares, por lo cual no fue un megaéxito de taquilla en el estricto sentido de la palabra. Sin embargo, basándose en la definición de lo que es un superéxito de taquilla, se entiende que es toda aquella película que obtenga en recaudación el triple de su presupuesto, lo cual en el caso de Reversal of Fortune se cumple.
No obstante, la gran victoria de Reversal of Fortune sería en la crítica, alabada por las brillantes interpretaciones que prestaron sus actores. La película se convirtió en una obra maestra de la crítica, obteniendo nominaciones a los premios Óscar, los Globos de Oro y los premios SAG.